# 알렉세이 셰마로프
알렉세이 니콜라예비치 셰마로프(벨라루스어: Аляксей Мікалаевіч Шамараў 알략세이 미칼라예비치 샤마라우, 러시아어: Алексей Николаевич Шемаров, 1982년 9월 16일~)는 러시아 출신 벨라루스의 레슬링 선수이다. 2012년 하계 올림픽 남자 자유형 슈퍼헤비급에 참가했으며 세계 선수권 대회에서 금메달 1개, 유러피언 게임에서 은메달 1개, 유럽 선수권 대회에서 은메달 1개, 동메달 1개를 획득했다.